# معاهدة بريدا

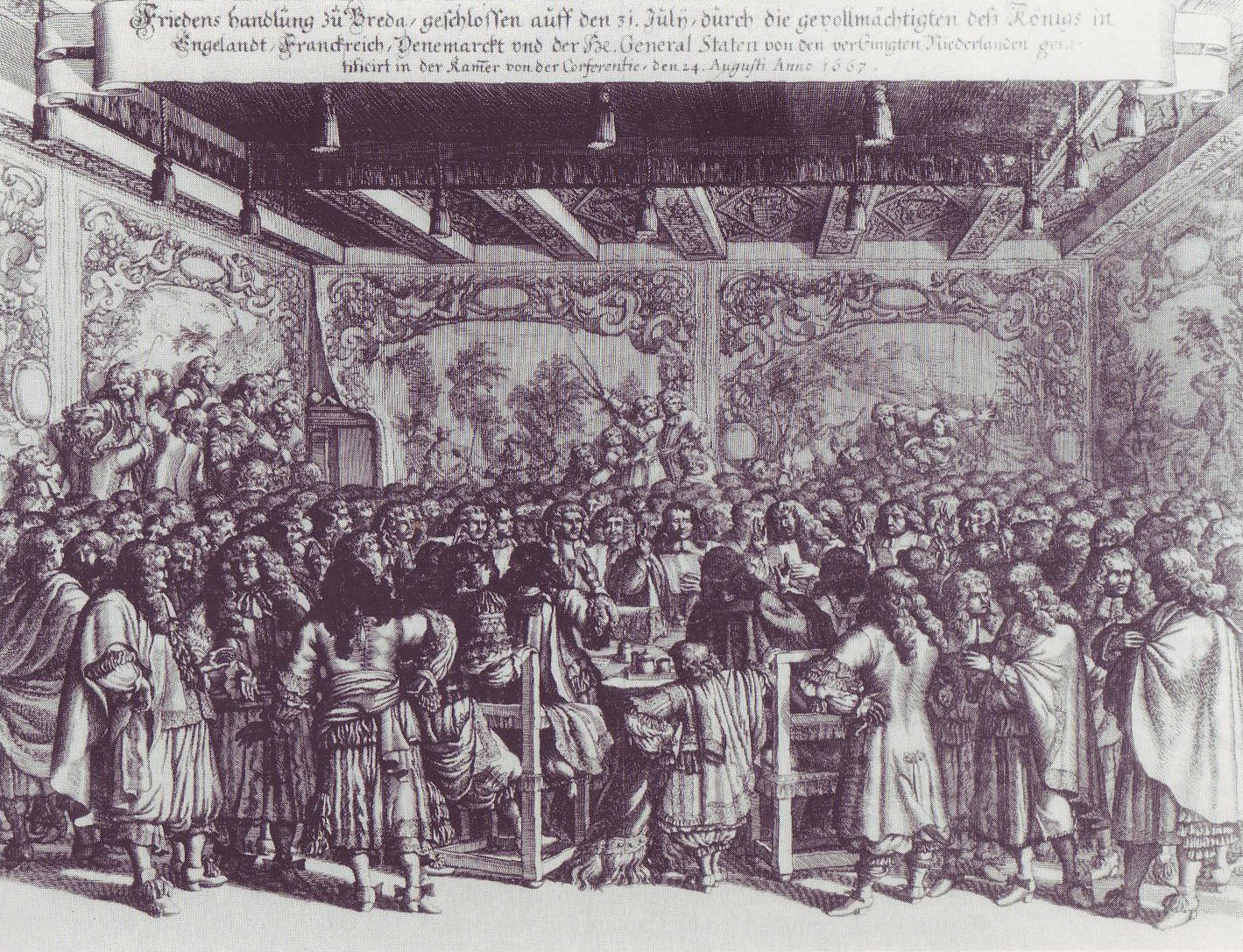
اٍبرام السلام في قلعة بريدا (كونغرس بريدا)

معاهدة بريدا تم اٍمضائها في مدينة بريدا 31 يوليو 1667 م بين إنجلترا، هولندا، فرنسا والدنمارك فوضعت نهاية حاسمة للحرب الاٍنجليزية الهولندية الثانية (1665-1667). بدأت المفاوضات منذ أواخر عام 1666 لكنها كانت بطيئةً، إذ حاول الجانبان تحسين موقفيهما. تغير هذا بعد الغزو الفرنسي الأراضي المنخفضة الإسبانية (حرب الأيلولة) في أواخر مايو من ذلك العام، والذي اعتبره الهولنديون تهديدًا أكثر خطورةً. ازداد التعب من الحرب في إنجلترا بسبب غارة يونيو على ميدواي؛ وأدى كلا العاملين إلى موافقة سريعة على شروط المفاوضات.
سيطر الصراع التجاري على العلاقة الإنجليزية الهولندية قبل عام 1667، كما لم تنهيه المعاهدة تمامًا. ومع ذلك، انخفضت التوترات بشكل ملحوظ ومهدت الطريق لتحالف 1668 الثلاثي بين جمهورية هولندا وإنجلترا والسويد. وكانت المعاهدة بمثابة بداية لتحالف بين الإنجليز والهولنديين استمر لمدة قرن من الزمن، بعد التغير المفاجئ لمجرى الحرب الإنجليزية الهولندية الثالثة بين عامي 1672 و1674.

## خلفية
نشأت الحرب الإنجليزية الهولندية الثانية بسبب التوترات التجارية، التي زادها تشارلز الثاني، الذي رأى في التجارة وسيلةً لتقليل اعتماده المالي على البرلمان. وأسس تشارلز الثاني وشقيقه جيمس الثاني شركة الشركة الأفريقية الملكية لتحدي الهولنديين في غرب أفريقيا في عام 1660. تضمن المستثمرون في الشركة كبار السياسيين مثل جورج كارتريت وأنتوني أشلي كوبر، إيرل شافتسبري الأول، وهينري بينيت، إيرل أرلينغتون الأول، ما خلق رابطًا قويًا بين الشركة وسياسة الحكومة.
خلقت الأرباح الضخمة من تجارة البهارات الآسيوية صراعات حتى في أوقات السلم، إذ أن شركة الهند الشرقية الهولندية، أوجدت أولًا، ثم فرضت، احتكارها للإنتاج والتجارة. وقُضي على المنافسين الأصليين والأوروبيين، مثل البرتغاليين، بحلول عام ؛663، ولم يتبق في العمل سوى مزارع جوزة الطيب التي أنشأتها شركة الهند الشرقية البريطانية في عام 1616، قبل أن تطردها شركة الهند الشرقية الهولندية في عام 1620. وعندما أعاد الإنجليز احتلالهم في أواخر عام 1664، طردهم الهولنديون مرةً أخرى مع تدمير المزارع هذه المرة.